# Крутовка (Владимирская область)
Крутовка — деревня в Вязниковском районе Владимирской области России, входит в состав муниципального образования посёлок Мстёра.

## География
Деревня расположена в 3 км на запад от центра поселения посёлка Мстёра и в 25 км на северо-запад от райцентра города Вязники.

## История
В XIX — первой четверти XX века деревня входила в состав Мстерской волости Вязниковского уезда. В 1859 году в деревне числилось 24 двора, в 1905 году — 23 двора, в 1926 году — 24 двора.
С 1929 года деревня являлась центром Крутовского сельсовета Вязниковского района, с 1940 года — в составе Барско-Татаровского сельсовета, с 2005 года — в составе муниципального образования посёлок Мстёра.

## Население
| 1859 | 1905 | 1926 | 2002 | 2010 | 2021 |
| ---- | ---- | ---- | ---- | ---- | ---- |
| 172  | ↘78  | ↗137 | ↘12  | ↗15  | ↘10  |